# إيرا أينهورن
إيرا أينهورن (بالإنجليزية: Ira Einhorn) هو ناشط سلام وعالم بيئة أمريكي، ولد في 15 مايو 1940 في فيلادلفيا في الولايات المتحدة.

## وصلات خارجية
- إيرا أينهورن على موقع IMDb (الإنجليزية)
- إيرا أينهورن على موقع إن إن دي بي (الإنجليزية)